# Río de Los Cántaros
El río de Los Cántaros es un pequeño curso de agua de menos de un kilómetro de longitud, ubicado dentro del parque nacional Nahuel Huapi en el departamento Los Lagos, provincia del Neuquén, Argentina.
Nace en el lago Los Cántaros, que a su vez recibe las aguas del río Ortiz Basualdo, emisario del lago del mismo nombre. Desemboca en el brazo Blest del lago Nahuel Huapi, cerca de Puerto Blest. A su paso, el río cae más de 100 metros; una parte de este importante descenso se realiza a través de una cascada.
El río está rodeado por una exuberante selva valdiviana, caracterizada por una gran variedad de especies vegetales. Situado muy cerca de la frontera con Chile, se encuentra en una zona de alta precipitación.